# Li Huanzhi
Li Huanzhi (født 2. januar 1919 i Hong Kong - død 19. marts 2000, Beijing, Kina) var en kinesisk komponist dirigent, lærer og rektor.
Huanzhi studerede komposition på forskellige musikskoler i sin ungdom, indtil han i (1936) kom på Musikkonservatoriet i Shanghai. Senere studerede han både komposition og direktion på Musikafdelingen på Lu Xun Kunstakademi. Huanzhi har skrevet orkesterværker, kammermusik, korværker etc. Han var rektor og lærer i komposition på North China Associated University.

## Udvalgte værker
- Gule blomster - for orkester
- Hyrdeelegi - for orkester
- Høje bjerge, flydende vand - for orkester
- Su Wu - for orkester